# Light-emitting electrochemical cell
In elettronica una cella elettrochimica emettitrice di luce (in lingua inglese light-emitting electrochemical cell, LEC o LEEC) è un dispositivo optoelettronico allo stato solido che produce luce da una corrente elettrica (elettroluminescenza).  I LEC sono solitamente composti da due elettrodi metallici collegati a un semiconduttore organico, contenente ioni liberi. A parte gli ioni liberi, la loro struttura è molto simile a quella dei LED organici (OLED).
I LEC, oltre ad avere molti vantaggi comuni a quelli degli OLED, presentano ulteriori vantaggi:
- Il dispositivo è meno influenzato dal materiale usato per gli elettrodi che, quindi, possono essere dello stesso metallo (ad es. oro). Allo stesso tempo, possono lavorare a tensioni basse.
- Gli elettrodi sono costituiti da materiali più moderni, come il grafene o una miscela di nanotubi di carbonio e polimeri, eliminando la necessità di usare ossido di indio-stagno come elettrodi trasparenti.
- Lo spessore dello strato luminescente attivo non è critico, perciò i LEC possono essere stampati con processi relativamente economici, in cui non è possibile controllare con precisione lo spessore. Inoltre, in un dispositivo planare, l'interno del dispositivo può essere osservato direttamente.

Esistono due tipi diversi di LEC: quelli basati su complessi non organici di metalli di transizione (inorganic transition metal complexes, iTMC) e i polimeri a emissione luminosa (light emitting polymers, LEP). I dispositivi di tipo iTMC sono spesso più efficienti rispetto ai LEP equivalenti per via del meccanismo di emissione che si basa sulla fosforescenza invece che sulla fluorescenza.
Mentre l'elettroluminescenza è stata già usata in dispositivi simili, l'invenzione dei LEC polimerici è attribuita a Pei e altri.  Da allora, numerosi gruppi di ricerca e alcune aziende lavorano per il miglioramento e la commercializzazione di tali dispositivi.
Nel 2012 è stato annunciato il primo LEC elastico, che utilizzava come emettitore un elastomero a temperatura ambiente. Disperdendo un complesso ionico di metalli di transizione in una matrice elastomerica, è possibile produrre dispositivi intrinsecamente elastici con un'ampia area di emissione (circa 175 mm²) che consentono stiramenti del 27% e cicli ripetitivi del 15%. Ciò dimostra come questo approccio sia utilizzabile in nuove applicazioni di illuminazione adattabile in cui sia richiesta una emissione diffusa e uniforme su ampie aree.
Nel 2012 è stata annunciata la produzione di LEC organici realizzati con un processo compatibile con supporti a bobina.
Nel 2017, un nuovo approccio alla progettazione sviluppato da un gruppo di ricercatori svedesi consente potenzialmente di raggiungere una efficienza maggiore: 99.2 cd A−1 a una luminanza di 1910 cd m−2.